# Melanholija odhoda (Giorgio de Chirico)
Melanholija odhoda (italijansko Melanconia della partenza) je slika italijanskega metafizičnega slikarja Giorgia de Chirica iz leta 1916. Ta slika je nastala po tem, ko se je Chirico iz Pariza vrnil v Italijo, da bi se pridružil italijanski vojski v prvi svetovni vojni.
V tem času se je Chirico odmikal od svetlih odprtih prizorov svojih prejšnjih del. Zdaj se je osredotočal na bolj abstraktne kombinacije predmetov in notranjih prostorov ter si prizadeval naslikati skrite pomene za površjem stvari. Teme potovanja in odhoda so prisotne v večini Chiricovega kanona, kot je razvidno iz njegovih številnih slik vlakov in železniških postaj.
Ta slika prikazuje naključno skupino predmetov, ki se uporabljajo za izdelavo slik in stojalo, ki drži trikotni zemljevid. Zemljevid prikazuje kanal med dvema kopnima masama z orisi različnih poti. Okolica je ponoči notranjost sobe. Soba ima odprt obok, skozi katerega se vidi stolp.
To je druga Chiricova slika s tem naslovom po delu Gare Montparnasse (Melanholija odhoda) iz leta 1914.

## Zapuščina
Leta 1987 sta ameriška jazz glasbenika Mark Isham in Art Lande na svojem skupnem albumu We Begin izdala pesem z naslovom The Melancholy of Departure.